# Керченско-Феодосийская десантная операция
Керченско-Феодосийская десантная операция — крупная десантная операция советских войск на Керченском полуострове, проведённая силами Черноморского флота и Закавказского фронта с 26 декабря 1941 года по 2 января 1942 года. 
В ходе операции была освобождена от немецко-румынских войск территория Керченского полуострова, где впоследствии были сосредоточены три советские армии и был создан новый Крымский фронт. Его целью было деблокировать осаждённый Севастополь, разгромить войска 11-й армии и создать условия для полного освобождения Крыма. Э. Манштейн констатировал кризис немецко-румынской обороны.
Советские войска имели недостаточную мобильность и не сумели расширить плацдарм. Противник спешно перегруппировался, перебросил силы с обвода осады Севастополя и нанёс контрудар к 18 января вернув Феодосию. Утеря глубоководного порта сразу снизила темп накопления советских сил на Керченском полуострове.
Дальнейшие Боевые действия на Керченском полуострове в феврале-апреле приняли позиционных характер и были неудачными, а в мае 1942 года в ходе немецкой операции "Охота на дроф" советские войска потерпели жестокое поражение, а их остатки отброшены через Керченский пролив с большими потерями матчасти, что облегчило вермахту взятие Севастополя и летнее наступление на Кавказ.

## Военно-стратегическая ситуация
Бои за Крым начались в конце сентября 1941 года. 26 сентября части 11-й армии вермахта прорвались через укрепления Перекопского перешейка и вошли на полуостров. Остатки 51-й армии отходили к Керчи и к 16 ноября были эвакуированы на Кубань. Единственным очагом сопротивления оставался Севастопольский оборонительный район. Попытка вермахта взять Севастополь с ходу в течение 30 октября — 21 ноября 1941 не удалась. Для продолжения осады Севастополя командующий 11-й армией Э. фон Манштейн стянул к городу большую часть наличных сил, оставив для прикрытия района Керчи лишь одну пехотную дивизию. Действия господствующей немецкой авиации затруднялось нелётной погодой и коротким световым днём. Советское командование решило использовать это обстоятельство для нанесения ответного удара силами Закавказского фронта и Черноморского флота.
Для разведывательного обеспечения Керченско-Феодосийской десантной операции в середине декабря 1941 года в Феодосию была заброшена разведгруппа разведотряда Черноморского флота, состоявшая из старшины 2-й статьи В. Серебрякова и краснофлотца Н. Степанова, жителя Феодосии. Ночью они проникли к родителям Степанова, днём в гражданской одежде приступили к выполнению задачи. Было собрано большое количество информации по береговой охране порта, его противовоздушной и противодесантной обороне, которую передали в штаб операции той же ночью. За несколько дней до начала операции в Феодосию была высажена с моря еще одна разведгруппа, захватившая в плен "языка", который в разведотделе флота дал ценные сведения.
В ночь на 29 декабря 1941 года разведгруппа  разведотряда Черноморского флота в составе 22 человек под командованием старшего лейтенанта П. Егорова высадились с катера на «Широкий мол» Феодосийского порта. Разведчики захватили в городе здание полевой жандармерии и вскрыли 6 металлических шкафов с документами, имевшими большое значение для разведки ЧФ и структур государственной безопасности. Среди них была захвачена «зеленая папка» крымского гауляйтера Альфреда Фрауенфельда. Эти документы большого значение впоследствии использовались в ходе Нюрнбергского процесса.

## План операции
7 декабря Ставка ВГК поставила перед командованием Закавказского фронта (командующий — Д. Т. Козлов, начальник штаба — Ф. И. Толбухин) задачу в двухнедельный срок подготовить и провести десантную операцию для овладения Керченским полуостровом. План операции, составленный Толбухиным, состоял в том, чтобы одновременной высадкой 51-й и 44-й армий в район Керчи и непосредственно в Феодосийский порт с последующим наступлением на север окружить и уничтожить керченскую группировку противника. В дальнейшем предполагалось развить наступление вглубь полуострова, деблокировать Севастополь и полностью освободить Крым. 
Главный удар, в районе Феодосии, должна была наносить снятая с иранской границы 44-я армия (генерал-майор А. Н. Первушин), а вспомогательный, в районе Керчи, — 51-я армия (генерал-лейтенант В. Н. Львов). Высадку войск планировалось провести на широком фронте (до 250 км) одновременно в нескольких пунктах, чтобы лишить противника возможности маневрировать резервами и сковать его на всех важнейших направлениях.

## Ход операции

### Силы сторон

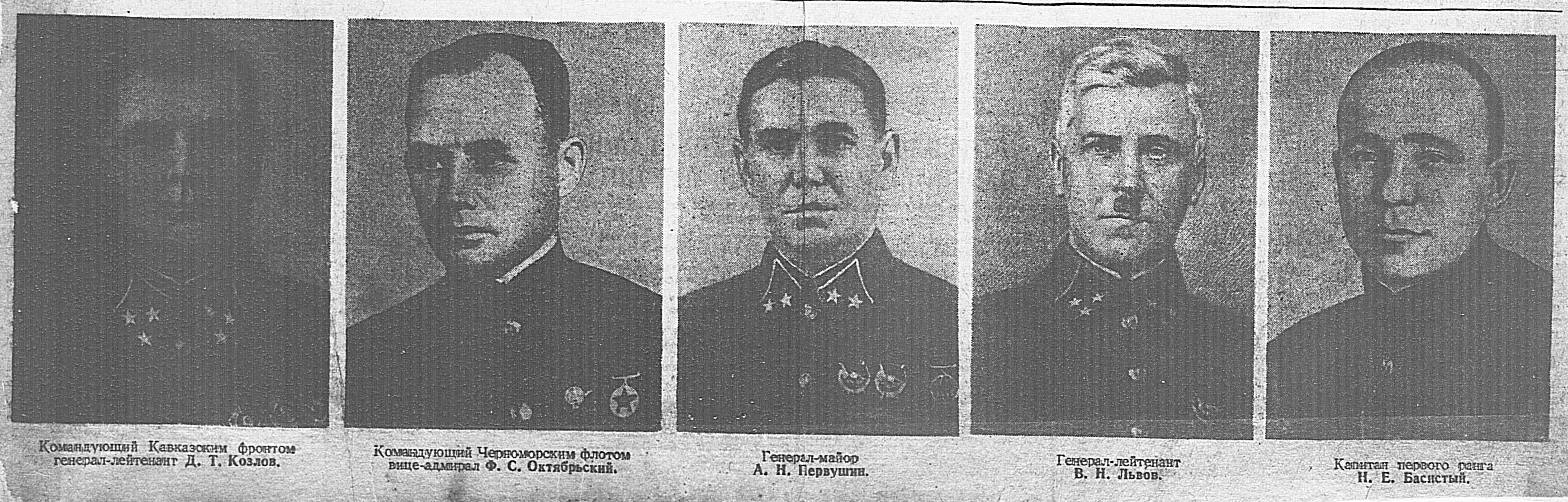
Командование Керченско-Феодосийской операцией. Выпуск газеты "Комсомольская правда" за 31.12.1941

Советские войска: В состав десанта были включены 8 стрелковых дивизий, 2 стрелковые бригады, 2 горнострелковых полка — всего 82 500 человек, 43 танка, 198 орудий и 256 миномётов:
- 44-я армия (генерал-майор А. Н. Первушин) в составе: 157-я, 236-я, 345-я и 404-я стрелковые дивизии, 1 полк 9-й и 63-я горнострелковые дивизии, 1 и 2 отряды моряков 9-й бригады морской пехоты ЧФ при 44-й армии.
- 51-я армия (генерал-лейтенант В. Н. Львов) в составе: 224-я, 302-я горно-стрелковая[6], 390-я и 396-я стрелковые дивизии, 12-я стрелковую бригада, 83-я бригада морской пехоты[5]

Для их обеспечения привлекалось 78 боевых кораблей и 170 транспортных судов, всего свыше 250 кораблей и судов, в том числе 2 крейсера, 6 эсминцев, 52 сторожевых и торпедных катера:
- Черноморский флот (вице-адмирал Ф. С. Октябрьский)
- Азовская военная флотилия (контр-адмирал С. Г. Горшков)

Военно-воздушные силы Закавказского фронта и армий, действовавших на Таманском полуострове, по состоянию на 9 декабря имели 456 самолётов, на 20 декабря в общей сложности насчитывали около 500 самолётов (без учёта истребительной авиации ПВО), авиация Черноморского флота располагала примерно 200 самолётами.
В резерве на Таманском полуострове находились также 156-я, 398-я и 400-я стрелковые дивизии и 72-я кавалерийская дивизия.
Немецкие войска: охранение Керченского полуострова несли:
Часть войск 42-го армейского корпуса 11-й армии, (командир Г. фон Шпонек)
- Часть войск 46-й дивизии (генерал Курт Гимер)
- 8-я румынская кавалерийская бригада (полковник Корнелиу Теодорини)
- 4-я горнострелковая бригада (бригадный генерал Георге Манолиу) без 18-го и 20-го батальонов оставшихся на охране дороги Симферополь-Алушта[8]
- 2 полка полевой и 5 дивизионов зенитной артиллерии

### Потери в море
Десантная операция проводилась кораблями Черноморского флота и Азовской военной флотилии ночью в условиях шторма. Противник, оправившись от неожиданности, оказал десанту упорное сопротивление. Многие корабли получили тяжёлые повреждения от артиллерийско-миномётного огня и имели потери в личном составе, часть потоплена вражеским огнём или затонули в результате шторма. Крейсер «Красный Кавказ» высадивший десантников и артиллерию на мол Феодосийского порта получил тяжёлые повреждения от огня противника и с трудом достиг Новороссийска. В экипаже погибло 23 человека, 5 умерли от ран и 76 было ранено. В Феодосийском порту были потоплены охотники СКА № 068, СКА № 095, СКА № 056. Повреждены все остальные корабли отряда «А» — эсминцы «Шаумян», «Незаможник», базовый тральщик БТЩ-404 «Щит» (4 убитых и 11 раненых), охотники СКА № 013, СКА № 052, СКА № 061, СКА № 0131, а также транспорт «Кубань» (3113 брт.) (на нём убиты капитан и 32 десантника, 30 десантников ранено), «Г. Димитров» (2484 брт.). Потоплены транспорты «Ташкент» (5552 брт.) (убито 18 и ранено 12 человек из 79 человек команды) и «Красногвардеец» (2719 брт.). Десант за сутки потерял 100 убитыми и 350 ранеными. В городе захвачено 75 пленных.
Высадка десантов на Азовском море также прошла с большими потерями. От огня противника погибли транспорты «Пенай» (548 брт.) у мыса Ахиллеон, на нём погибли 3 человека команды и 110 десантников, «Ейск» (267 брт.) (погибли 7 человек команды и 255 десантников), буксир «Фанагория» (99 брт.) (100 погибших), землеснаряд «Ворошилов» (450 погибших), баржи «Хопёр», «Ока» (1 убитый, 2 раненых), «Таганрог» (1 убитый) и другие корабли и катера.
Наиболее существенными потери в кораблях и в людях на море оказались от действий немецкой авиации. Советские ВВС, несмотря на некоторое численное превосходство, не справились с задачей надёжного прикрытия переправлявшихся в Крым войск.

### Высадка десанта

Десантные баржи на пути к высадке

В конце декабря 1941 части Закавказского фронта при поддержке судов Черноморского флота и Азово-Черноморской флотилии произвели морской десант: 26 декабря в районе Керчи и 29 декабря — в районе Феодосии. Первым высадился 1-го Особой десантный отряд ЧФ под командованием старшего лейтенанта Аркадия Федоровича Айдинова из 300 моряков 9-я бригады морской пехоты ЧФ. Подвиг десантников был отмечен 30 декабря 1941 года специальным приказом Верховного Главнокомандующего И. В. Сталина.
Первоначальная численность десанта составила более 40 000. человек.
В Феодосии выгрузка сил десанта проходила в порту. Сопротивление немецкого гарнизона (3 тысячи человек) было сломлено к исходу дня 29 декабря, после чего в Феодосию стали поступать подкрепления. 
В районе Керчи высадка происходила намного сложнее: пехота высаживалась прямо в ледяное море и по грудь в воде шла к берегу. Переохлаждение вызвало большие потери. Через несколько дней после начала высадки ударил мороз и большая часть 51-й армии переправилась по льду замёрзшего Керченского пролива.
В этот момент силы противника на Керченском полуострове были представлены одной немецкой дивизией — 46-й пехотной и румынским полком горных стрелков, охранявшим район Парпачского хребта. Силы десанта в Керчи многократно превосходили силы вермахта в данном районе, кроме того, высадка в Феодосии угрожала окружением, поэтому командующий 42-м корпусом ген. фон Шпонек немедленно отдал приказ к отходу. Позднее поступил приказ Манштейна держать оборону, но выполнить его уже было невозможно. Немецкие войска отступили, избежав таким образом окружения, но при этом оставили все тяжёлое вооружение. За формальное нарушение приказа фон Шпонек был отстранён от командования и отдан под суд.

### Результаты
В результате высадки десанта положение немецких войск в Крыму стало угрожающим. Командующий 11-й армией Э. фон Манштейн писал:

Если бы противник использовал выгоду создавшегося положения и быстро стал бы преследовать 46-ю пехотную дивизию от Керчи, а также ударил решительно вслед отходившим от Феодосии румынам, то создалась бы обстановка, безнадежная не только для этого вновь возникшего участка… Решалась бы судьба всей 11-й армии.

Однако наступавшая от Керчи 51-я армия продвигалась вперёд недостаточно быстро, а 44-я армия от Феодосии основными силами двинулись не на запад, а на восток, навстречу 51-й армии. Это позволило противнику создать заслон на рубеже отроги Яйлы — побережье Сиваша западнее Ак-Монай. Оборону рубежа держала 46-я дивизия вермахта, усиленная дополнительным пехотным полком, и румынские горные части. Для укрепления боеспособности румынских частей в их состав были включены офицеры, унтер-офицеры и солдаты тыловых частей немецкой армии, в том числе и из штаба армии.

### Ошибки планирования
При планировании операции были допущены существенные просчёты:
- на плацдарме не имелось ни одного медицинского учреждения, ближайший госпиталь находился на Кубани. Раненые бойцы, получив первичную перевязку в полковой санроте, свозились с позиций в Керчь, оттуда оказией на пароходах самостоятельно добирались до Новороссийска.
- в порт Феодосии не были своевременно доставлены средства ПВО. В результате, до 4 января от действий авиации противника погибли 5 транспортов: «Красногвардеец», «Зырянин» и другие; тяжёлые повреждения получил крейсер «Красный Кавказ».

### Потери
В ходе операции общие потери советских войск составили 41 935 человек, из них 32 453 человек — безвозвратные: убитыми, утонувшими, замёрзшими и пропавшими без вести; 9482 человек — санитарные, 35 танков, 133 орудия и миномёта.
Э. фон Манштейн в мемуарах «Утерянные победы» называет цифру немецких потерь около 10 000 человек. 46-я пехотная дивизия отчиталась о потере 152 убитыми, 449 пропавшими без вести, 429 ранеными, 21 гаубицы, 12 пехотных орудий, 37 орудий ПТО, 87 пулемётов, 37 миномётов, 80% грузовых и легковых автомобилей, 50% радиосредств и 20% лошадей.
В донесении штаба Кавказского фронта об освобождении Керченского полуострова и города Феодосия от 2 января 1942 года указано об уничтожении свыше 1 700 солдат и офицеров противника, захвате 325 автомобилей, 48 орудий разных и иных трофеев, а также об освобождении около 2 000 пленных красноармейцев.

## Дальнейшие события
К 2 января 1942 года советские войска полностью заняли Керченский полуостров. Учитывая слабость немецкой обороны, Ставка указала генералу Козлову на необходимость скорейшего выхода к Перекопу и нанесения ударов в тыл севастопольской группировке противника.
Опасность возможного наступления понимал и противник. По словам Э. фон Манштейна:

В первые дни января 1942 для войск, высадившихся у Феодосии и подходивших со стороны Керчи, фактически был открыт путь к жизненной артерии 11 армии, железной дороге Джанкой — Симферополь. Слабый фронт охранения, который нам удалось создать, не мог бы устоять под натиском крупных сил. 4 января стало известно, что у противника в районе Феодосии уже было 6 дивизий.

Однако командующий фронтом Д. Т. Козлов откладывал наступление, ссылаясь на недостаточность сил и средств. В первой половине января 1942 года войска Крымского фронта готовились к дальнейшему наступлению вглубь Крыма. Для поддержки будущего наступления был высажен Судакский десант силами двух стрелковых полков с ослабленной артиллерией под командованием майора Н. Г. Селихова. Он занял Судакскую долину, но через занятые румынами горные дефиле далее продвинуться не смог.
Э. фон Манштейн опередил Д. Т. Козлова на несколько дней. 15 января немцы внезапно перешли в наступление, нанося главный удар по стыку 51-й и 44-й армий в районе Владиславовки. Несмотря на количественное превосходство советских войск и наличие у них бронетехники, противник прорвал позиции генерала Первушина и 18 января отбил Феодосию. Войска Кавказского фронта вынуждены были оставить занимаемые позиции и отойти за Ак-Монайский перешеек. Среди прочих потерь, понесённых советской стороной, был транспорт «Жан Жорес» с грузом боеприпасов. К 26-27 января практически полностью погиб и Судакский десант, почти две недели героически оборонявший захваченный плацдарм (потери составили до 2500 человек, 350—500 человек, включая майора Н. Г. Селихова, пробились к партизанам Крыма).
Несмотря на потерю порта в Феодосии, советское командование сохранило возможность доставлять подкрепления по льду Керченского пролива.
28 января Ставка приняла решение о выделении войск, действовавших на Керченском направлении, в самостоятельный Крымский фронт под командованием генерала Д. Т. Козлова. Фронт усилили новыми стрелковыми дивизиями, танковыми частями и артиллерией. В начале февраля через пролив переправилась и вошла в состав фронта 47-я армия генерал-майора К. С. Колганова, выведенная из Ирана. Войска в Крыму были существенно усилены бронетехникой. 39-я и 40-я танковые бригады насчитывали по десять KB, десять Т-34 и 25 Т-60, 55-я и 56-я танковые бригады — по 66 Т-26 и 27 огнемётных танков. 226-й отдельный танковый батальон насчитывал 16 тяжёлых танков КВ. Ставка также решила укрепить штаб нового фронта. В Керчь в сопровождении группы офицеров прибыл в качестве представителя Ставки армейский комиссар 1-го ранга Л. З. Мехлис.
Ставка утвердила срок начала наступления на 26—27 февраля 1942 года. К началу наступления Крымский фронт располагал двенадцатью стрелковыми, одной кавалерийской дивизиями, несколькими отдельными танковыми батальонами с тяжёлыми КВ и средними Т-34 и артиллерийскими частями РГК. Из общего количества войск 9 дивизий входили в состав первого эшелона фронта. Наступление началось 27 февраля. Одновременно нанесла удары Приморская армия из Севастополя, но пробить кольцо окружения не удалось. Наступление же на Керченском плацдарме развивалось очень медленно: действиям танков мешали сильные дожди и противник отбил все атаки наступающих. Не устояла лишь 18-я румынская дивизия, на северном участке перешейка. Э. фон Манштейну пришлось бросить в бой свой последний резерв — 213-й пехотный полк и штабные подразделения. Упорные бои продолжались до 3 марта. Прорвать неприятельскую оборону на всю глубину войскам Крымского фронта не удалось.
В период с 13 по 19 марта наступление возобновилось. Завязались упорные бои, о которых Э. фон Манштейн вспоминал:

На этот раз в первом эшелоне наступали 8 стрелковых дивизий и 2 танковые бригады. Из состава последних в течение первых трех дней наступления удалось подбить 136 танков. Тем не менее, на ряде участков создавалось критическое положение. О том, насколько упорны были бои, свидетельствует тот факт, что полки 46-й [пехотной дивизии], в полосе которой наносился главный удар, в течение первых трех дней отбили от 10 до 22 атак.

Несмотря на все усилия, добиться решающего успеха не удалось и на этот раз. Фронт стабилизировался на Ак-Монайских позициях на месяц.
В начале апреля в 11-ю армию Э. фон Манштейна стали поступать подкрепления: впервые с начала наступления на Крым ей была придана 22-я танковая дивизия — 180 танков (на 1.7.1942 114 чешских Pz.38t, 28 Pz.II, 22 Pz.IV и 12 Pz.III)..
По настоянию Л. З. Мехлиса советские войска были сосредоточены в непосредственной близости от линии фронта, не имея достаточной глубины. Кроме того, большая часть сил Крымского фронта была сосредоточена на севере Парпачского перешейка. Воспользовавшись этим обстоятельством, немецкое командование спланировало косой удар с последующим обходным манёвром с юга (Операция «Охота на дроф»). Важная роль в операции отводилась авиации, для чего по специальному распоряжению Гитлера в Крым был переброшен 8-й воздушный корпус люфтваффе (командующий — В. фон Рихтгофен).
Наступление началось 8 мая. В результате прицельного воздушного удара был разрушен КП 51-й армии, командующий генерал-лейтенант В. Н. Львов убит, заместитель командующего генерал К. И. Баранов — тяжело ранен. На севере был проведён отвлекающий манёвр, в то время как основной удар был нанесён с юга. В результате, в течение двух недель основные силы Крымского фронта были прижаты к Керченскому проливу. 18 мая организованное сопротивление окружённой группировки войск Крымского фронта прекратилось, 19 мая он был расформирован. Оставшиеся бойцы (от 10 до 13 тысяч человек) отступили под землю, началась 2-я оборона Аджимушкайских каменоломен.

## Комментарии
1. ↑  Снят с должности 31 декабря 1941 года за невыполнение приказа
2. ↑  15 января штаб 44-й армии был уничтожен авианалетом, командующий получил тяжелые ранения, член Военного совета Комиссаров убит. Армию возглавил полковник С. Е. Рождественский
3. ↑  Неудача наступления стала поводом для снятия генерала Толбухина. 10 марта он был освобожден от должности и отозван в Москву
4. ↑  Была вооружена преимущественно трофейными танками: французскими и чешскими. Последняя из немецких танковых дивизий, оснащенная чешскими танками PzKpfw 38(t). Из немецких танков дивизия имела только Pz-II и несколько Pz-III и Pz-IV (Сэмьюэл В. Митчем «Танковые легионы Гитлера», М. Яуза-пресс, 2009, стр. 250)